# Motala landsfiskalsdistrikt
Motala landsfiskalsdistrikt var 1918-1947 ett landsfiskalsdistrikt i Östergötlands län, bildat när Sveriges indelning i landsfiskalsdistrikt trädde i kraft den 1 januari 1918, enligt beslut den 7 september 1917. Distriktet upplöstes 1 januari 1948 när dess ingående område inkorporerades i Motala stad.
Landsfiskalsdistriktet låg under länsstyrelsen i Östergötlands län.

## Ingående områden
När Sveriges nya indelning i landsfiskalsdistrikt trädde i kraft den 1 oktober 1941 (enligt kungörelsen den 28 juni 1941) överfördes Västra Ny landskommun till Borensbergs landsfiskalsdistrikt och regeringen anförde i kungörelsen att den ville i framtiden besluta om Motala stads förenande med landsfiskalsdistriktet.

### Från 1918
Aska härad:
- Motala landskommun
- Vinnerstads landskommun
- Västra Ny landskommun

### Från 1 oktober 1941
Aska härad:
- Motala landskommun
- Vinnerstads landskommun